# Michael Lah
Michael Richard Lah (1er septembre 1912 - 13 octobre 1995) était un animateur américain d'origine slovène. Il est surtout connu pour son travail au sein du studio de dessin animé Metro-Goldwyn-Mayer, en tant que membre de l'unité d'animation de Tex Avery.

## Biographie
Lah est né le 1er septembre 1912 dans l'Illinois. Il commence sa carrière en 1934 aux Walt Disney Studios avant de rejoindre la MGM à la fin des années 1930. Son premier poste à la MGM est de travailler dans l'unité Harman-Ising sur les dessins animés de la série Happy Harmonies, comme The Little Bantamweight en 1938. Il rejoint ensuite l'unité de Tex Avery en tant qu'animateur principal. Son premier crédit officiel date de 1943 avec The Stork's Holiday.
Il reste dans cette unité jusqu'à la fermeture du studio en 1957. Il débute dans la réalisation de dessins animés avec Preston Blair à la fin des années 1940 avant de devenir réalisateur à plein temps en 1953 après qu'Avery ait quitté le studio.
Après avoir quitté la MGM, il rejoint brièvement Hanna-Barbera dans leur studio de dessins animés télévisés en tant qu'animateur, puis rejoint Quartet Films, un studio d'animation commercial spécialisé dans les publicités télévisées pour Kellogg's ou le Géant Vert. 
Il était un membre actif de l'ASIFA-Hollywood, siégeant au conseil d'administration pendant plusieurs années. En 1984, Lah reçoit le prix Winsor McCay pour l'ensemble de son travail dans le domaine de l'animation.
Il s'était marié à Alberta Wogatzke, la sœur jumelle de Violet Wogatzke et épouse de William Hanna. Lah est décédé le 13 octobre 1995 à Los Angeles, en Californie.

## Filmographie
- 1934 : Entrée de service, séquence animée, (non crédité)
- 1937 : Blanche-Neige et les Sept Nains, (non crédité)
- 1937 : The Wayward Pups (non crédité)
- 1938 : Les Bébés de l'océan, (non crédité)
- 1938 : The Little Bantamweight (non crédité)